# ア・レイ・ドゥ・アモール
『ア・レイ・ドゥ・アモール』（ポルトガル語：A Lei do Amor）は、ブラジルのテレノベラである。